# Parafia św. Piotra i Pawła w Sancygniowie
Parafia świętych Piotra i Pawła w Sancygniowie – parafia rzymskokatolicka, znajdująca się w diecezji kieleckiej, w dekanacie skalbmierskim.